# Nástěnkový tendr
Nástěnkový tendr je kauza první vlády Roberta Fica z roku 2007
na ministerstvu výstavby a regionálního rozvoje Slovenské
republiky.
V listopadu 2018 rozhodl soud, že exministr Marian Janušek si odsedí 11
let ve vězení a jeho nástupce Igor Štefanov (oba SNS)
stráví za mřížemi 9 let.